# Jincheng Knight
Jincheng Knight är en moped som liknar en chopper eller "glidare" fast lite mindre. Mopeden tillverkas av det kinesiska företaget Jincheng ett samverkanbolag till Suzuki.

## Övrigt
- Jinchengs officiella webbplats